# Wzięcie zakładników w Łucku
Wzięcie zakładników w Łucku – atak terrorystyczny, do którego doszło 21 lipca 2020 roku w ukraińskim Łucku, stolicy obwodu wołyńskiego. Tego dnia ekoterrorysta Maksym Krywosz (używający pseudonimu Maksym Płochoj) porwał marszrutkę z 13 pasażerami. Autobus z zakładnikami zatrzymał się w centrum Łucka na placu Teatralnym. Tego samego dnia, po negocjacjach i spełnieniu części żądań, zakładników uwolniono, a Maksyma Krywosza umieszczono w areszcie. We wrześniu 2022 roku został skazany na 13 lat więzienia za terroryzm.

## Wzięcie zakładników

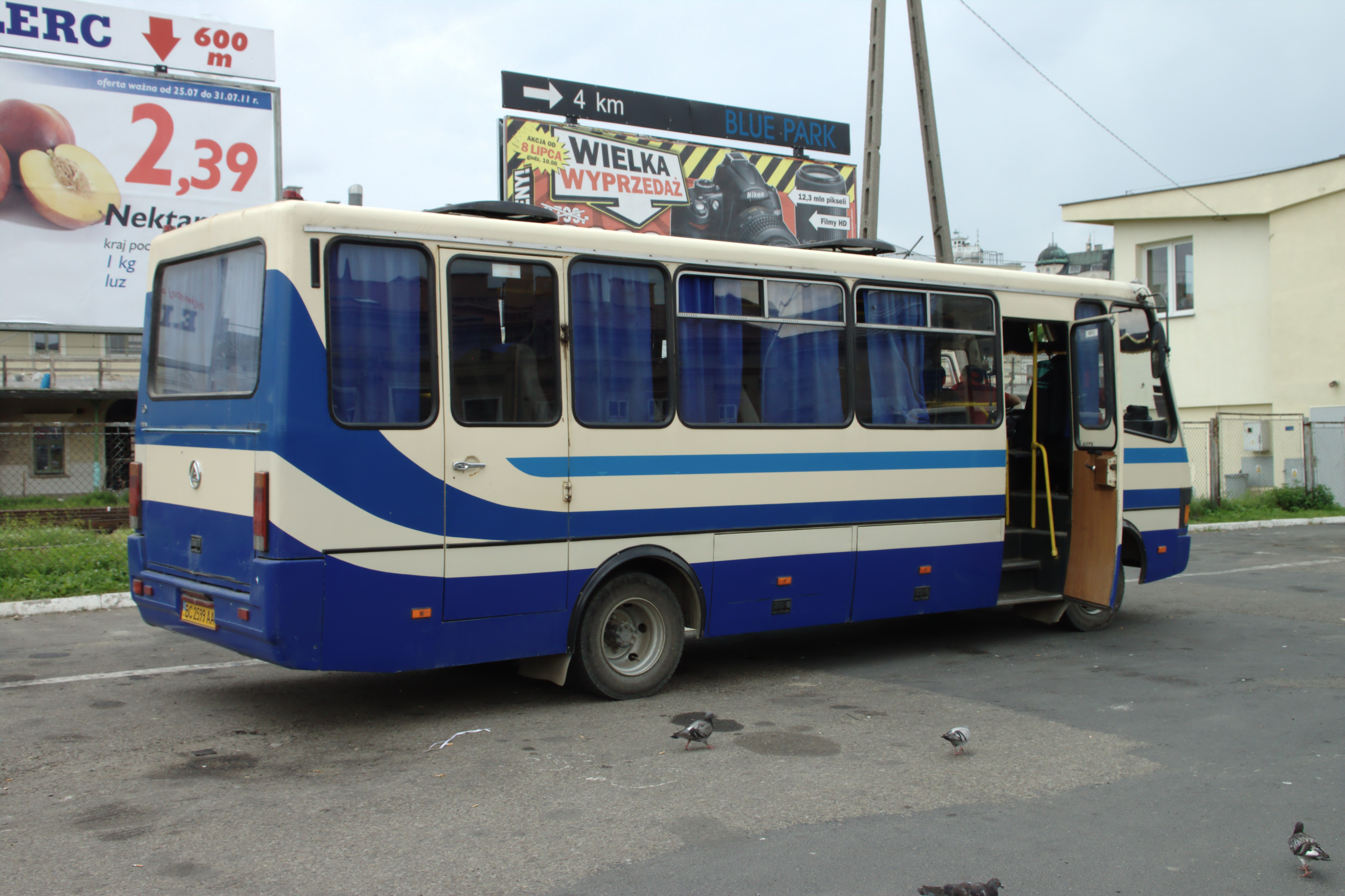
Autobus BAZ A079, który podróżował na trasie Krasnyliwka – Łuck – Beresteczko

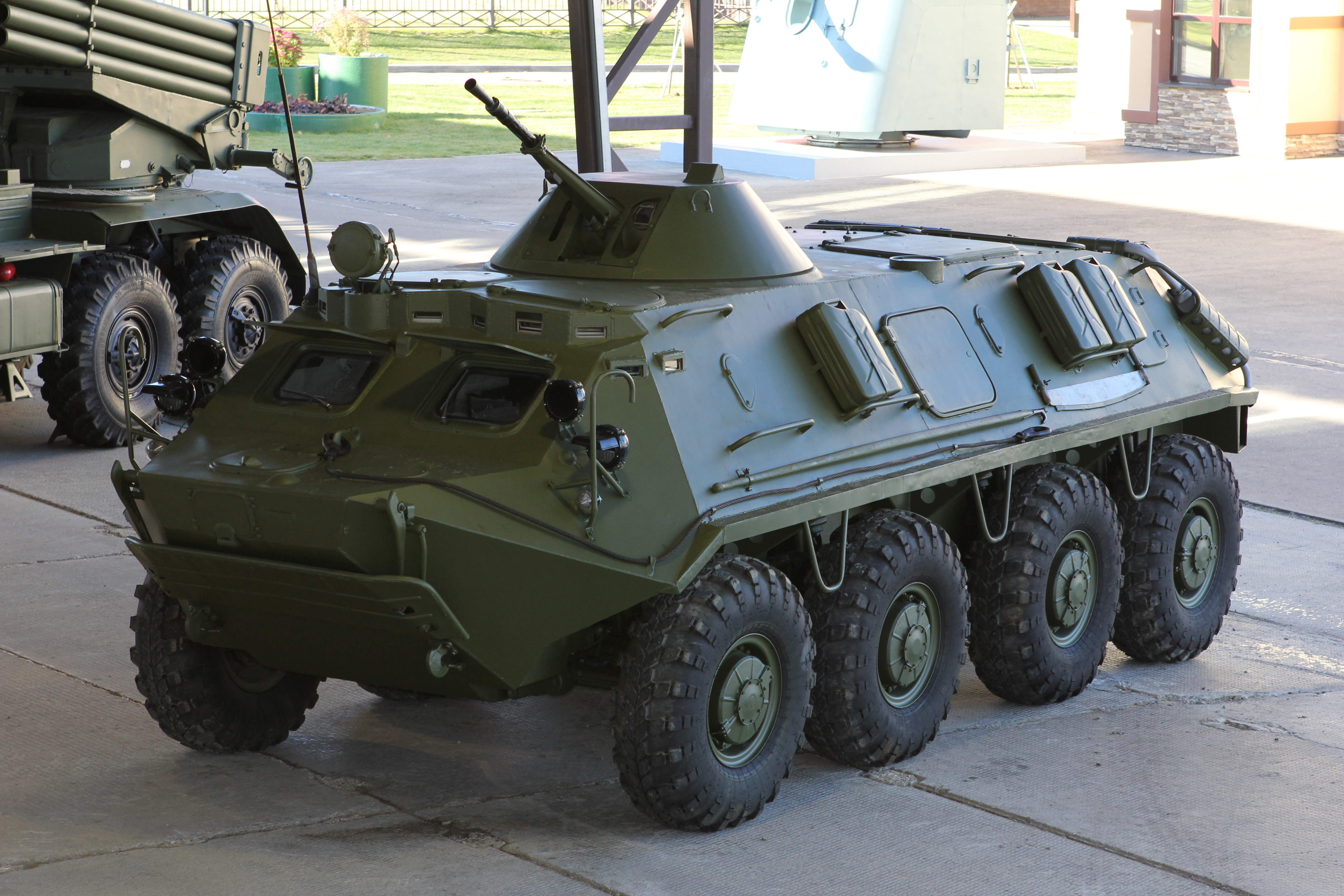
BTR-60 Gwardii Narodowej Ukrainy, który wziął udział w akcji uwolnienia zakładników

Zanim autobus został porwany, Maksym Krywosz zamieścił na Twitterze wpis, w którym stwierdził, że państwo jest pierwszym terrorystą i zażądał, aby najwyżsi urzędnicy państwowi nagrali wideo, w którym oświadczą, że są terrorystami w świetle prawa. Ponadto zażądał, aby prezydent Ukrainy Wołodymyr Zełenski nagrał i opublikował apel do mieszkańców, zalecający obejrzenie filmu „Ziemianie” z 2005 roku, który opowiada o problemie wykorzystywania zwierząt przez ludzi.
Rano 21 lipca 2020 roku Krywosz porwał autobus jadący z Krasnyliwki do Beresteczka przez Łuck. Kiedy wszedł do autobusu, miał przy sobie plecak i torbę podróżną. Porwany autobus zatrzymał się na placu Teatralnym w pobliżu pomnika Łesi Ukrainki. Według wiceministra spraw wewnętrznych Antona Heraszczenki, porywacz zadzwonił na policję o godzinie 9:25 i przedstawił się jako Maksym Płochoj.
W wyniku porwania autobusu centrum miasta zostało zablokowane przez organy ścigania, a na miejsce zdarzenia dotarł transporter opancerzony Gwardii Narodowej Ukrainy. Policja rozpoczęła operację „Zakładnik” (ukr. Заложник), a Służba Bezpieczeństwa Ukrainy wprowadziła plan „Bumerang” (ukr. Бумеранг). Funkcjonariusze wołyńskiej policji wstępnie zakwalifikowali porwanie autobusu jako przestępstwo na podstawie artykułu 147 Kodeksu karnego Ukrainy (wzięcie zakładników). Według wstępnych danych policji w autobusie znajdowało się około 20 osób.
W celu skoordynowania działań Ministerstwa Spraw Wewnętrznych do Łucka udał się minister spraw wewnętrznych Arsen Awakow. Prezydent Ukrainy Wołodymyr Zełenski oświadczył, że sytuacja jest pod kontrolą i stara się rozwiązać kryzys bez ofiar.
Redaktor naczelny portalu Censor.net, Jurij Butusow, poinformował, że osoba, która porwała autobus, zadzwoniła do niego i zażądała, aby dziennikarze przybyli do autobusu.
W trakcie kryzysu Krywosz oddał kilka strzałów w kierunku policjantów i rzucił w nich granatem, który jednak nie eksplodował. Chwilę później w rejonie, w którym znajdował się porwany autobus, doszło do trzech eksplozji. Wkrótce budynek policji miejskiej znalazł się pod ostrzałem, a Ministerstwo Spraw Wewnętrznych nie wykluczyło, że ostrzał mógł zostać dokonany przez wspólnika terrorysty.
Natalia Bosa, jedna z zakładniczek w autobusie, powiedziała po uwolnieniu, że Krywosz traktował zakładników dobrze, złożył im gratulacje z okazji Dnia Antysystemu i pozwolił im używać wiadra jako toalety.
O godzinie 19:00 terrorysta pozwolił na podanie zakładnikom wody. Wodę do autobusu przyniósł pierwszy zastępca szefa Narodowej Policji Ukrainy Jewhen Kowal.
O godzinie 21:00 prezydent Ukrainy Wołodymyr Zełenski rozmawiał z terrorystą przez telefon przez około 10 minut, po czym napastnik uwolnił trzech zakładników. Zełenski spełnił też żądanie terrorysty, nagrywając na swojej oficjalnej stronie na Facebooku krótkie wideo z tekstem: „Film „Ziemianie” z 2005 roku, każdy powinien go obejrzeć”. Nagranie zostało później usunięte.
O godzinie 21:46 Krywosz wysiadł z autobusu i czekał około minuty na zatrzymanie. Następnie siły specjalne rozpoczęły szturm na autobus, używając transportera opancerzonego i granatów hukowych. Wszyscy zakładnicy zostali uwolnieni, a Krywosz został zatrzymany. Wiceminister spraw wewnętrznych Anton Heraszczenko wyjaśnił, że do szturmu doszło, ponieważ funkcjonariusze organów ścigania nie wiedzieli, czy Krywosz nie podejmie jakichś działań. Przed uwolnieniem zakładników, Maksym Krywosz przeprosił ich za uwięzienie.  
Szef ukraińskiego Ministerstwa Spraw Wewnętrznych Arsen Awakow poinformował, że w Charkowie zatrzymano wspólnika terrorysty. Później zastępca szefa Biura Prezydenta Kyryło Tymoszenko oświadczył, że Krywosz przez cały czas znajdował się na celowniku co najmniej 20 snajperów.
Po tym incydencie Narodowa Policja Ukrainy zaostrzyła środki bezpieczeństwa w 9 zachodnich obwodach Ukrainy (chmielnickim, czerniowieckim, iwanofrankiwskim, lwowskim, rówieńskim, tarnopolskim, winnickim, zakarpackim i żytomierskim). Analogiczne działania Służba Bezpieczeństwa Ukrainy podjęła w Kijowie.

## Zamachowiec
Napastnikiem był 44-letni Maksym Stepanowycz Krywosz (pseudonim Maksym Płochoj). Urodził się 6 listopada 1975 roku w mieście Gaj w obwodzie orenburskim Rosyjskiej Federacyjnej Socjalistycznej Republiki Radzieckiej. Jego ojciec, Stiepan Maksimowicz Kriwosz, był docentem Instytutu Politechnicznego oraz autorem patentu na wytwarzanie kolektora maszyny elektrycznej i metody utwardzania części pierścieniowych. Matka zginęła w wypadku samochodowym w 2013 roku. Krywosz ma niepełnosprawnego brata Bogdana. W 2005 roku Maksymowi Krywoszowi urodził się syn.
Maksym Krywosz został skazany dwukrotnie – w 1994 roku i w 2005 roku – za bandytyzm, rabunek, wymuszenia, oszustwo oraz nielegalne posiadanie i noszenie broni. Łącznie spędził w więzieniu 11 lat. 
W 2014 roku wydał po rosyjsku książkę „Filosofija prestupnika” (pol. Filozofia przestępcy) nakładem wydawnictwa WołyńPolihraf, w której opisał swój filozoficzny światopogląd, poparty przykładami ze swojego życia i życia innych osób.
Na stałe mieszkał w Łucku. Jako wolontariusz pomagał zwierzętom domowym w Dubnie w sąsiednim obwodzie rówieńskim.
Po aresztowaniu terrorysty postawiono mu zarzuty na podstawie czterech artykułów kodeksu karnego: wzięcia zakładników, nielegalnego posługiwania się bronią, usiłowania zabójstwa funkcjonariusza organów ścigania i aktu terrorystycznego. W trakcie śledztwa Krywosz przyznał się, że planował przeprowadzenie podobnego ataku w Soborze Trójcy Świętej w Łucku, należącym do Kościoła Prawosławnego Ukrainy.
Badanie psychiatryczne wykazało, że Maksym Krywosz jest poczytalny. 26 września 2022 roku Łucki Miejski Sąd Rejonowy skazał go na 13 lat więzienia i konfiskatę mienia. Nie przyznał się do winy, ale odmówił złożenia apelacji. Odbywa karę w Horodyszczeńskiej kolonii karnej nr 96 w obwodzie rówieńskim, w sektorze o zaostrzonym rygorze.